# 埃斯克爾
42°54′S 71°19′W / 42.900°S 71.317°W

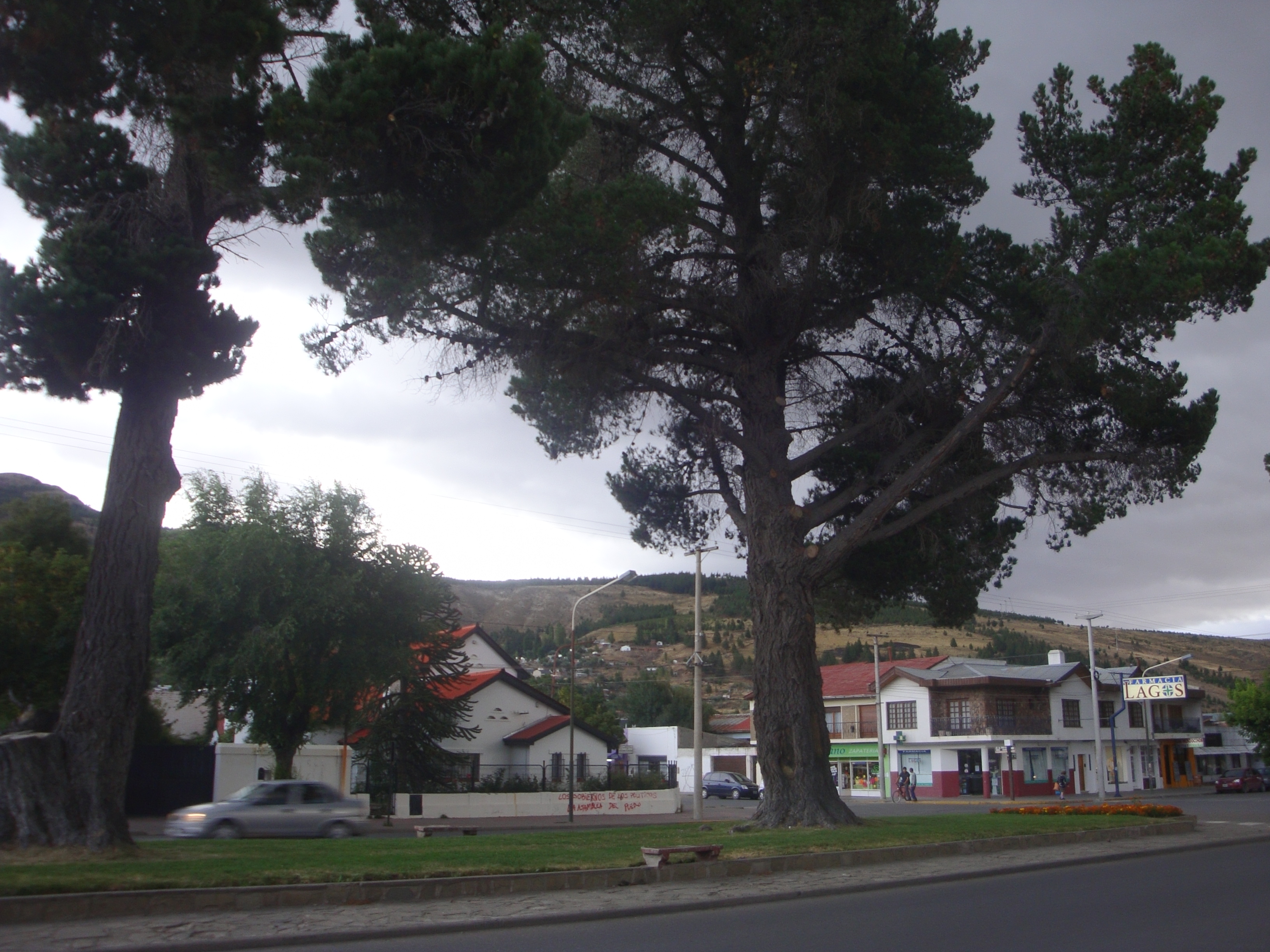
埃斯克爾

埃斯克爾（西班牙語：Esquel），是阿根廷的城鎮，位於該國中部丘布特省，是富塔萊烏富縣的首府，始建於1906年2月25日，面積1,170平方公里，海拔高度563米，2012年人口32,234。